# Por ahora
Por ahora es una serie de televisión argentina del año 2013 emitida por Cosmopolitan Televisión. Cuenta con una temporada de 13 episodios. Ideada y protagonizada por Malena Pichot, Charo López,Julián Kartun, Julián Doregger y Julián Lucero, que puede considerarse un spin-off del sketch Cualca, emitido en el programa humorístico Duro de Domar durante el año 2012.
Pichot afirmó que el título del programa se debe a «las mujeres de 30 años como yo que tenemos trabajo por ahora y una relación por ahora».

## Sinopsis
La serie gira en torno a la vida de cinco amigos de Buenos Aires. Enmarcados en la crisis de los 30 (o de los años circundantes), todos ellos deberán afrontar las realidades que les tocan vivir: falta de amor, peleas, malentendidos y sueños frustrados, pero también amistad, diversión y amor.

## Personajes

### Principales
- Norma (Malena Pichot). Es la protagonista. Vive junto a Xavier en una casa alquilada. Teme a la ancianidad y despotrica en contra del rol de la mujer en la sociedad. Toma mucho whisky y trabaja en una agencia de publicidad.
- Xavier (Julián Lucero). Comparte el alquiler con Norma. Es dueño de un taxi, pero su verdadero sueño es ser inventor. Constantemente está elaborando nuevas creaciones que sus amigos consideran inviables.
- Josefina (Charo López). Su pasión es la actuación, y acude frecuentemente a cástines que la envuelven en los más cómicos malentendidos y enredos.
- Ignacio (Julián Doregger). Terminó una relación con su novia, de quien espera un hijo. Ella se acostaba con varios amigos de él.
- Ariel (Julián Kartun). Es músico y aún está buscando el estilo de su banda. Vive con su madre, que quiere mucho a los amigos de Ariel.

### Recurrentes o invitados
- Matito (Martín López Carzolio). Maneja el taxi de Xavier ilegalmente, ya que es inmigrante y no posee licencia de conducir.
- Satvia (Vera Spinetta). Sale brevemente con Xavier durante la serie. Es espiritual y dice nunca enojarse, además de realizar prácticas poco convencionales, como tomar su propio pis.
- Sebastián (Manuel Fanego). Coordinador de viaje de egresados con quien Norma sale brevemente al inicio de la serie.  Norma dice que no le calienta pues es tan idiota que no lo respeta intelectualmente.
- Marina (Lucía Maciel). Exnovia de Ignacio y madre de su futuro hijo, actualmente sale con el enemigo de Ignacio, Maxi.
- Maxi (Rodrigo Bello). Novio actual de Marina, es arrogante y constantemente se burla de Ignacio, asegurándole que todo el mundo estuvo con Marina mientras estaban juntos.
- Miguel (Nico García). Publicista paraguayo que convence a Norma de unirse al departamento creativo de su agencia.
- Milagros (Valeria Lois). Nueva jefa de Norma en la agencia publicitaria. Es muy femenina y propone ideas prácticamente misóginas para las publicidades que realizan en la empresa.
- Lucas (Andres Caminos). Exnovio de Norma.

## Capítulos
| Episodio | Título                     | Duración | Argumento |
| -------- | -------------------------- | -------- | --- |
| 1        | Nos pasó otra vez          | 27:00    | Norma, aterrada por convertirse en lo que siempre odió, y envidiando la libertad de sus amigos, aprovechará una oportunidad laboral extraña para darle otro rumbo a su vida. |
| 2        | Los cuatro venenos blancos | 26:08    | Jugar al poker como modo de vida no es tan fácil como Norma pensaba, un poco deprimida y perdida decide salir con Sebastian, un chico muy opuesto a ella. Xavi, con quien comparte el alquiler, también empieza a salir con Satvia, una vegana extrema. |
| 3        | Ellos son la policía       | 26:09    | Asfixiada por su tiempo libre, Norma acompaña a Jose a una reunión en un bar, donde conoce a un creativo publicitario que le ofrece un trabajo en una agencia. Si bien Norma lo rechaza rotundamente, dado su odio por el mundo publicitario, un absurdo caso policial que enredará a ella y a todos sus amigos le hará comprender que a veces hay que aceptar trabajos que una odia.                                                                                          |
| 4        | ¿Seré?                     | 24:42    | Tanto Norma como Jose se encuentran en la estúpida situación de modificar su actitud cuando el chico que les interesa anda cerca. Xavi, Jose y Ariel desarrollan un extraño curso de rap terapia para oficinas que no saldrá muy bien. |
| 5        | Extraño a mi mamá          | 26:12    | Por diferentes razones todos terminan en la casa de Ariel, quien aún vive con su madre. Casi convertidos en niños vivirán aventuras muy infantiles. |
| 6        | Antes Muerta               | 26:07    | Sandra, una amiga de la adolescencia de Jose y Norma, cumple el sueño de su vida de tener una fiesta de casamiento. Norma se indigna porque sabe que su amiga decidió hacer una fiesta, antes de devolverle la plata que le debe. Sumado a esto Sandra decidió invitar a su ex. Norma, no solo conflictuada porque verá a su ex, se empecina en descubrir de dónde sacó la plata su amiga para la fiesta.                                                                      |
| 7        | Busca afecto por la vagina | 26:17    | Un amigo nuevo, Elías, significa un peligro en el grupo y una vieja amiga, con una patología inaudita, reaparece. Norma y Jose intentaran ayudarla a dejar esta polémica adicción. Tanto Elias como Fernanda son dos tipos de psicópatas con los que cada tanto hay que lidiar y los chicos tendrán que ver como se los sacan de encima. |
| 8        | Yo te banco, por ahora     | 25:37    | Xavi decide alejarse por un tiempo para reflexionar sobre su vida, pero Matito le choca el taxi y ahora los chicos deberán buscarlo en su retiro para contarle la mala noticia. Jose compungida por una mala experiencia en un casting, recibe llamados extraños de un desconocido que empieza a perturbarla. Al llegar al retiro de xavi se dan cuenta de que no está en la casa de un amiga, sino que forma parte de un plan…un tanto ilegal.                                |
| 9        | ¿Qué preferís?             | 26:01    | Jose decide dejar la actuación y cambiar el rumbo de su vida aceptando que sus sueños no se cumplirán. Norma acepta que siente cosas por Miguel, pero tienen un encuentro bastante desafortunado. Jose empieza a trabajar con su padre en el local de antigüedades de la familia, donde tendrá que lidiar con una familia de una religión muy rara quienes terminaran enfrentados con los chicos por un ridículo protocolo de su dogma.                                        |
| 10       | Una Champion de 90 minutos | 25:21    | Ariel, Jose y Xavi se encuentran desempleados y enfrentados con Norma e Ignacio siempre terminan haciéndose cargo de todos los gastos. Paralelamente, Marina invita a las chicas a su baby shower, un evento por demás siniestro. Por primera vez este grupo de amigos se encuentra enfrentado por algo tan vil como el dinero y solo el peligro real los volverá a la normalidad.                                                                                             |
| 11       | Family Day                 | 25:40    | Jose intenta incursionar en una nueva carrera organizando family days para empresas. Miguel invita a Norma a pasar un fin de semana en la costa, pero Norma no cree estar preparada para afrontarlo. Xavi descubre un amor que estuvo siempre a la vuelta de la esquina e Ignacio deberá demostrarle a Maxi que él está mejor preparado para ser padre. |
| 12       | No digas "peli"            | 26:09    | Norma finalmente acepta que lo que hace en la agencia no está bien, que nada de lo que le prometieron se está cumpliendo. Miguel la tranquiliza, las cosas van a cambiar ahora que tienen un nuevo jefe. Jose comprueba lo que siempre sospechó, y a pesar de haber conseguido trabajo esa mala noticia no la dejará disfrutar el buen momento. Tanto ella como Xavi se empecinaran en la imposibilidad de una pareja estable. Ariel sorprenderá a todos encontrando un rumbo. |
| 13       | Placenta                   | 25:47    | La llegada del hijo de Ignacio no moviliza particularmente a nadie salvo a los tres padres. Jose se da cuenta de que sus sospechas eternas sobre martin son infundadas y Xavi finalmente cede a los poco convencionales reclamos de Lyla. La Rata sorprende con una inusual convocatoria al Bar de Todos y Norma luego del desencantarse de Miguel y de la agencia pareciera estar en cero de nuevo o quizás todo lo contrario.                                                |